# Oscar Valdambrini
Oscar Valdambrini (* 11. Mai 1924 in Turin; † 26. Dezember 1997 in Rom) war ein italienischer Trompeter (auch Flügelhorn) des Modern Jazz. Mit seinem Trompetenstil, der Bebop-Phrasierung und Cool-Jazz-Ästhetik verband, und seinem mit Gianni Basso geleiteten Quintett zählte er zu den Stars des italienischen Jazz.

## Leben und Wirken
Valdambrini, dessen Vater Geiger war, studierte bis 1941 Violine und Trompete am Konservatorium seiner Heimatstadt. Zunächst spielte er im Orchester des italienischen Radios. Nach dem Zweiten Weltkrieg arbeitete er mit Schweizer Musikern, danach in Turin mit Gastsolisten wie Rex Stewart (1948). Seit 1949 agierte er von Mailand aus und war an zahlreichen Aufnahmen von Piero Rizza, Beppe Mojetta, Giampiero Boneschi oder Gorni Kramer beteiligt. 1952 gründete er in Mailand gemeinsam mit Gianni Basso ein erstes Quintett, kurz danach ein eigenes Sestetto Italiano. Ab 1955 leitete er ein weiteres Quintett mit Basso, das Quintetto Basso-Valdambrini, das bereits in den 1950er Jahren als führende italienische Combo galt und 1962 auch in den Vereinigten Staaten auf Tournee war. Das Quintett, das gelegentlich zum Sextett erweitert wurde, gewann viele nationale Polls und arbeitete auch mit Gastsolisten wie Gerry Mulligan, Chet Baker, Lars Gullin, Stan Getz, Miles Davis sowie Conte Candoli. Es nahm insgesamt dreizehn Alben auf.
Daneben spielte er 1957/58 in Rom in der Armando Trovajoli Big Band und nahm an Europatourneen von Gil Cuppini (1964 bis 1971), Lionel Hampton, Duke Ellington (1967/68), Giorgio Gaslini (1968/69) und Maynard Ferguson (1970/71) teil. Ab 1972 war er Mitglied des RAI-Orchesters. Zwischen 1972 und 1974 kam es zur  Neuauflage der Combo mit Basso; dann arbeitete er mit Dusko Goykovich und Kai Winding.
Valdambrini gastierte bei zahlreichen europäischen Festivals und konzertierte 1993 mit den Italian All Stars in New York. Er war auch an Aufnahmen von Chet Baker (1959) sowie Buddy Collette (In Italy) und Ennio Morricone beteiligt.

## Diskographische Hinweise
- Gin Blues (1952)
- Basso – Valdambrini Quintet (1959)
- The Best Modern Jazz In Italy (1962)
- Afrodite (1976)

## Lexigraphische Einträge
- Philippe Carles, André Clergeat, Jean-Louis Comolli: Le nouveau dictionnaire du jazz. R. Laffont: Paris 2011; ISBN 978-2-221-11592-3.
- Leonard Feather, Ira Gitler: The Biographical Encyclopedia of Jazz. Oxford University Press, New York 1999, ISBN 0-19-532000-X.
- Martin Kunzler: Jazz-Lexikon. Band 2: M–Z (= rororo-Sachbuch. Bd. 16513). 2. Auflage. Rowohlt, Reinbek bei Hamburg 2004, ISBN 3-499-16513-9.